# Masanobu Fukuoka
Masanobu Fukuoka (2 de febrero de 1913 - 16 de agosto de 2008) fue un agricultor, biólogo y filósofo japonés. 
Fue el autor de las obras La Revolución de una Brizna de Paja y La Senda natural del Cultivo, en las que presentó sus propuestas para una forma de agricultura que es llamada agricultura natural, que él mismo practicó en su granja a través del conocido "método Fukuoka".  
En 1988 recibió el Premio Ramón Magsaysay en la categoría Servicio Público (premio llamado a veces el Premio Nobel asiático).

## Biografía
Nació en la Ciudad de Iyo, en la Prefectura de Ehime.
Descendiente de una familia dedicada a la agricultura desde hace siglos, comenzó su carrera como edafólogo, desviándose luego hacia la fitopatología. 
A la edad de 25 años, comenzó a dudar de la sabiduría de la agronomía moderna. Guiado por su intuición, decidió buscar un método de cultivo que protegiese las características de la tierra y eliminase trabajos innecesarios. 
Dejó su trabajo como científico de investigación, y volvió a su granja familiar en la Isla de Shikoku en Japón meridional para cultivar naranjas mikan ecológicas. De ese punto dedicó su vida a desarrollar su sistema de cultivo ecológico único, que no requiere escardar (desherbar), usar pesticidas ni fertilizantes, ni labranza.

## El Método Fukuoka
Fukuoka ideó una forma de cultivo a la que llamó "agricultura natural", que no sólo configuró filosóficamente, sino que también practicó a través del llamado método Fukuoka. Este método personal traspasó las fronteras del Japón y terminó siendo una referencia dentro de la agricultura natural en el mundo y también de la permacultura.
El método de Fukuoka persigue reproducir las condiciones naturales tan fielmente como sea posible. Sus practicantes afirman que el suelo se enriquece progresivamente y la calidad de los alimentos cultivados aumenta, y todo ello sin esfuerzo. 

### Principios de trabajo
- No arar: de esta forma se mantiene la estructura y composición del suelo con sus características óptimas de humedad y micronutrientes.
- No usar abonos ni fertilizantes: mediante la interacción de los diferentes elementos botánicos, animales y minerales del suelo, la fertilidad del terreno de cultivo se regenera como en un ecosistema no perturbado.
- No eliminar malas hierbas ni usar pesticidas: estos destruyen los microorganismos del suelo. Fukuoka propone una interacción entre plantas que enriquece y controla la biodiversidad de un suelo. La presencia de insectos puede equilibrarse en un cultivo.
- No podar: dejar a las plantas seguir su curso natural.
- Sembrar mediante bolas de arcilla llamadas Nendo Dango.

Estos radicales principios de trabajo se basan en la filosofía Wu Wei, no hacer o más exactamente no intervenir o forzar las cosas.

### Bolas de arcilla (Nendo dango)
Para mejorar la producción de la naturaleza con la menor intervención posible ideó un sistema que permite sustituir el arado así como los espantapájaros y otros métodos:
- Mezclando semillas dentro de bolitas de barro de 1,5 cm que luego se esparcirán por el campo.
- Las bolas se desharán con la primera lluvia intensa, y las semillas comenzarán a brotar, hasta entonces protegidas de los animales y el tiempo.
- En la mezcla de semillas vienen incluidas las semillas del cultivo que se desea hacer, junto a otras plantas (principalmente trébol blanco) que germinarán más pronto y crearán una capa fina que protegerá el suelo de la luz, impidiendo la germinación de hierbas, pero no de cereales o lo que se desea cultivar.
- En lugar de arar o desherbar el campo, lo recubre con restos de las plantas cultivadas en la cosecha anterior, de forma que se crea un compostaje natural, que conserva la humedad y los nutrientes e impide la proliferación de hierbas no deseadas.

Otros detalles
- En las bolas de arcilla puede incluirse una parte de abono natural (estiércol u otros).
- Una porción de pimienta de cayena ayuda a disuadir a los animales que se puedan comer las semillas.
- En las bolas pueden incluirse diversas combinaciones, según sea el cultivo de cereales, hortalizas, frutales, zona boscosa, etc., de modo que pueden tener muchos más usos que el de producción de alimentos agrícolas: reforestación, reverdecimiento, regeneración de suelos.

### Sistema de trabajo
Su sistema se basa en respetar e incluso potenciar los ciclos naturales, de manera que estos aseguran una mejor calidad del crecimiento de las plantas. Mediante sencillas intervenciones en el momento adecuado, permite reducir considerablemente el tiempo de trabajo. Estas intervenciones se basan en la interacción de biosfera y suelo. Por ejemplo:

En otoño siembra arroz, trébol blanco y cereal de invierno en el mismo campo, y los cubre con una espesa capa de paja de arroz. El centeno o la cebada y el trébol brotan inmediatamente, pero las semillas de arroz permanecen latentes hasta la primavera. El centeno y la cebada se siegan en mayo y se esparcen sobre el campo para que se sequen durante una semana o diez días. Entonces se trillan y se aventan y se meten en sacos para su almacenamiento. Toda la paja se esparce sin triturar sobre los campos como acolchado. 

Los campos se mantienen inundados durante un corto período durante las lluvias monzónicas de junio para debilitar el trébol y las malas hierbas, y dar así al arroz la oportunidad de brotar a través de la capa vegetal que cubre el suelo.

### Resultados y peculiaridades
La eficacia de su sistema se pone de manifiesto por la calidad de sus cultivos:
- Su arroz por ejemplo, sin el clásico y trabajoso sistema de inundaciones, posee casi el doble de granos y de mayor tamaño que el cultivado de la manera habitual. El gobierno japonés se ofreció comprarle en exclusiva la patente de ese arroz, a lo que se negó.
- La eficacia de su sistema depende del conocimiento profundo de las interacciones entre plantas y del estudio del suelo a cultivar. Normalmente es necesario tiempo hasta adquirir la técnica o hasta que la tierra agotada recupere sus cualidades.
- Su método sirve para reforestaciones, mejorar y reverdecer zonas desecadas: mediante árboles capaces de extraer hacia arriba la humedad del subsuelo, fue capaz de cultivar en zonas desecadas de Somalia. Afirmó que es posible reverdecer casi cualquier lugar de la Tierra con este método.

La aparición del método Fukuoka es paralela al nuevo movimiento de cultivo orgánico en Occidente en los años 1940 en Europa y Estados Unidos, conducido por los pioneros como Eve Balfour, Albert Howard, y J.I. Rodale (fundador de prensa de Rodale). Sin embargo Fukuoka no se consideraba parte de él:

[...] el problema, sin embargo, es que la mayoría de la gente todavía no entiende la distinción entre cultivo orgánico y el cultivo natural. La agricultura científica y el cultivo orgánico son básicamente científicos en su enfoque. El límite entre los dos no está claro.

### Otros puntos de interés ecológico de su sistema
- Las bolas de arcilla se presentan como un medio de reforestación de alta eficiencia.
- Sus estudios ofrecen fórmulas de reverdecimiento, reforestación y cultivo de zonas áridas o desecadas.
- Mediante el uso combinado de diversas plantas, sus cultivos y reforestaciones permiten extraer a la superficie el agua del subsuelo por la absorción que hacen las raíces, humidificando así el aire, enriqueciendo el suelo de cultivo y el humus, y favoreciendo las lluvias y la disminución del efecto invernadero.
- También puede verse en ello un sistema que rejuvenece el concepto de agricultura, liberando al agricultor de gran cantidad de trabajo pesado y penoso, y de la dependencia de maquinaria pesada, abonos y pesticidas.
- Su sistema se enmarca también en métodos que ayudarían a paliar la proliferación de hambrunas, empobrecimiento de pueblos, y la comida basura.

## Filosofía del método Fukuoka
Podríamos definirla como:

"Es una filosofía para trabajar juntos con la naturaleza y no en contra, de observar prolongadamente y atentamente en lugar de trabajar mucho y descuidadamente, de considerar las plantas y los animales en todas sus funciones en lugar de tratar a los elementos como sistemas de un solo producto".

Su trabajo entronca con la Permacultura: busca cuidar la Tierra y las personas al mismo tiempo, y encontrar modos en que los elementos se aprovechen en diferentes direcciones dentro de un mismo sistema.
Fukuoka desarrolló su método a partir de la intuición de que gran parte de los trabajos que los seres humanos llevan a cabo son por un lado innecesarios y penosos, y por otro destructivos, y así decidió poner todo su empeño en descubrir una fórmula que subsanase ambas deficiencias. Su principal interés se centró en encontrar una fórmula por la cual no hubiera que agotar los recursos de la Tierra para producir alimentos de calidad en abundancia.
Los principios de trabajo de su método desarrollan la filosofía del no-hacer (Wu-Wei), o intervenir sólo hasta donde sea necesario, y lo mínimo posible, en los procesos naturales, para conseguir que la fuerza propia de la naturaleza potencie los resultados en condiciones óptimas de salud y vitalidad. Por eso busca diseñar primero condiciones óptimas para el trabajo sin elementos suplementarios (máquinas, químicos), y con la mínima intervención sobre el desarrollo natural de los cultivos (respeto por las estaciones, no podar). 
Sigue un principio de respeto profundo por las formas de la naturaleza y la confianza de que esta puede proveer de lo necesario si sabemos encontrar el modo de comprender sus ritmos. Para solventar problemas como fitopatologías o plagas es necesario alcanzar un profundo conocimiento del equilibrio de las interacciones naturales del ecosistema donde queremos cultivar, de modo que sus particularidades no se nos presenten como un inconveniente, sino a la larga como factores del proceso, incluso beneficiosos. Por ese motivo, su sistema supone una visión más amplia de la relación entre procesos agrícolas y los fenómenos naturales, con una visión mucho más global de los ciclos y factores a tener en cuenta, y de las ramificaciones de resultados que cada elemento produce.
Para Masanobu Fukuoka la agricultura es un medio para el desarrollo del ser humano y su armonía con la naturaleza. Esto entronca con la concepción oriental de Dō o vía de perfección de la filosofía Taoísta y del Budismo Zen. La agricultura tiene todo lo necesario para hacer feliz al ser humano, y oportunidades para desarrollar su potencial interior.